# Gaucherio di Aureil
Gaucherio (Juziers, 1060 circa – Aureil, 9 aprile 1140) è stato un religioso francese, fondatore e primo priore della congregazione di canonici regolari di Aureil. Il suo culto come santo fu approvato da papa Celestino III nel 1194.

## Biografia
Dopo essere stato condotto in pellegrinaggio a Saint-Gilles da un tale Raniero, attorno all'età di diciotto anni decise di ritirarsi a vita eremitica insieme al suo amico Germondo: si stabilì nei boschi di Chavagnac, dove era stato probabilmente attirato da mastro Umberto, canonico di Saint-Étienne nella vicina Limoges.
Per il rifiuto dei proprietari di cedere il terreno agli eremiti, Gaucherio e Germondo si trasferirono nel bosco di Les Sauvages, presso Aureil, di proprietà dei canonici di Limoges.
Con l'appoggio del canonico Umberto e l'approvazione dei vescovi di Limoges Guy de Laront e Humbauld de Saint-Sèvère, Gaucherio vi fondò un monastero di canonici regolari intitolato a San Giovanni Evangelista, la cui chiesa fu consacrata il 21 agosto 1093; Gaucherio si perfezionò presso i canonici regolari di San Rufo di Avignone e fu il primo priore della comunità di Aureil.
Fondò anche il monastero femminile di Bos-las-Mongeas.
Cadde da cavallo il 7 aprile 1140 e morì, all'età di circa ottant'anni, il 9 aprile successivo.

## Culto
Fu proclamato santo il 18 settembre 1194.
Il suo elogio si legge nel Martirologio Romano al 9 aprile: "Ad Aureil nel territorio di Limoges in Francia, san Gaucherio, che, canonico regolare, fu per il clero modello di vita comunitaria e di zelo per le anime."